# María Esther Vázquez
María Esther Vázquez (Buenos Aires, 4 de agosto de 1937-Buenos Aires, 25 de marzo de 2017) fue una escritora argentina, colaboradora y biógrafa de Jorge Luis Borges y de Victoria Ocampo.

## Biografía
Hija única, su infancia transcurrió rodeada del afecto materno y con la presencia de su abuela, en una suerte de matriarcado, ya que tanto su madre (oriunda de Villanueva de Arosa) como su abuela enviudaron muy jóvenes.
A los 16 años, ingresó en la carrera de Filosofía y Letras en la Universidad de Buenos Aires. En 1957, empezó a trabajar en el Departamento de Extensión Cultural de la Biblioteca Nacional, de la calle México, donde conoció al escritor Jorge Luis Borges.

La amistad con Borges me abrió las puertas al mundo, esa es la verdad. Por ejemplo; él me llevo a Sur, conocí a Victoria Ocampo y a todo ese pequeño mundo que estaba separado, como si fuera una escalera superior. También por él amplié mis conocimientos de muchos escritores que yo no conocía o conocía muy poco; sobre todo de literatura inglesa. Viajé con Borges a congresos de literatura muy importantes, recorrimos toda Europa juntos y conocí a mucha gente con la cual después seguimos por correspondencia una bella amistad. Durante un año trabaje en la Biblioteca Nacional. Entonces recibí una beca y me fui a Europa y al regresar retomé el trabajo, aunque iba un día sí y un día no.

En 1965, contrajo matrimonio con el poeta y ensayista Horacio Armani (nacido en Trenel, La Pampa el 30 de septiembre de 1925), con quien estuvo casada hasta la muerte de éste, el 31 de mayo de 2013.
Es autora de los libros de cuentos Los nombres de la vida y Desde la niebla, entre otros; de los ensayos Introducción a la literatura inglesa y Literaturas germánicas medievales —escritos en colaboración con Jorge Luis Borges—; El mundo de Manuel Mujica Láinez, que recoge una serie de entrevistas donde se cuenta la vida y obra del escritor, de quién fue gran amiga, y las biografías Victoria Ocampo y Borges. Esplendor y derrota. Como columnista del diario La Nación, publicó más de mil quinientos artículos. Recibió el Premio Konex (1987 y 2004), el Premio Comillas de la Editorial Tusquets en España (1995), el Premio de la Feria Internacional del Libro de Buenos Aires (1997) y el Premio "Rosalía de Castro" del Centro PEN Galicia (2012).
Para Literaturas germánicas medievales, en sus palabras, su participación se redujo a ser lectora y escriba; a diferencia de lo que sucedió con la obra sobre literatura inglesa, ya que allí entiende que tuvo un aporte activo. Entre otros, fue capaz de abrir en Borges el conocimiento de la obra de D. H. Lawrence, más allá de los prejuicios que éste tenía con el autor inglés.
Borges le dedicó uno de sus logros poéticos más altos, el “Poema de los dones” (1958), incluido en la compilación de prosas y poemas titulada El hacedor (1960). María Kodama, desde que fue declarada heredera de los derechos de Borges, borró tal dedicatoria.
María Esther Vázquez lo cuenta en Borges. Esplendor y derrota:
“En diciembre de 1958 Borges escribió el 'Poema de los dones-, incluido en El hacedor, que apareció en 1960. Posteriormente y en ediciones sucesivas, Borges me lo dedicó. Dedicatoria que persistió hasta su muerte; luego fue borrada. El editor B. del Carril dijo que fue una orden dada por quien ha heredado los derechos de Borges, María Kodama”.
Vázquez falleció el 25 de marzo de 2017 a los 79 años de edad a causa de un derrame cerebral hemorrágico.

## Obras
- Los nombres de la muerte. Cuentos. María Esther Vázquez, Emecé, Buenos Aires, 1964.
- Introducción a la literatura inglesa. Ensayo. María Esther Vázquez y Jorge Luis Borges, Columba, Buenos Aires, 1965.
- Literaturas germánicas medievales. Ensayo. María Esther Vázquez y Jorge Luis Borges, Falbo Librero Editor, Buenos Aires, 1966.
- El mundo de Manuel Mujica Láinez. Ensayo. María Esther Vázquez, Fundación Editorial de Belgrano, Buenos Aires, 1983.
- Borges, sus días y su tiempo. Biografía. María Esther Vázquez, Vergara Editor, Buenos Aires, 1986.
- Desde la niebla. Cuentos. María Esther Vázquez, Emecé, Buenos Aires, 1988.
- Victoria Ocampo. Biografía. María Esther Vázquez, Planeta, Buenos Aires, 1993.
- Borges. Esplendor y derrota. Biografía. María Esther Vázquez, Tusquets, Buenos Aires, 1996. (Premio Comillas)
- Butler. Conversaciones con María Esther Vázquez. Entrevista. María Esther Vázquez, Ministerio de Cultura de Buenos Aires, Buenos Aires, 2001.
- Victoria Ocampo. El mundo como destino. Biografía. María Esther Vázquez, Seix Barral, Buenos Aires, 2002.
- La memoria de los días. Relatos. María Esther Vázquez, Emecé, Buenos Aires, 2004.
- Crónicas del olvido. Relatos. María Esther Vázquez, editorial Victoria Ocampo, Buenos Aires, 2004.
- Estrategias de la pena. Poesía. Fundación Victoria Ocampo, Buenos Aires, 2014